# Riama oculata
Riama oculata är en ödleart som beskrevs av  O'shaughnessy 1879. Riama oculata ingår i släktet Riama och familjen Gymnophthalmidae. IUCN kategoriserar arten globalt som starkt hotad. Inga underarter finns listade i Catalogue of Life.